# Krsnik
Krsnik (kršnjak, grišnjak), prema pučkom vjerovanju, osoba obdarena natprirodnim moćima koja štiti ljude i životinje od zlih sila, naročito onih koje se pojavljuju u formi štriga, odnosno vještica. Vjerovanje o krsnicima prošireno je na na području Istre i na Kvarnerskim otocima u Hrvatskoj i na dijelu Slovenije.
Osoba koja je predestinirana da bude krsnik rađa se u bijeloj posteljici i češće je muškarac. Svoju moć crpi iz posteljice koja mu se ušije ispod pazuha ili spremi dok ne naraste. Iscjelitelj je i ima sposobnosti letenja, upravljanja vremenskim prilikama i pretvaranja u životinje. Svoje moći koristi kako bi se sukobljavao s vješticama, a ponekad i vukodlacima koje nanose štetu ljudima. Mnogo je jači od svojih neprijatelja, ali samo ukoliko ima posteljicu uz sebe, a u suprotnom može biti ranjen ili čak ubijen. Može se pretvarati u životinje te štititi čovjeka u obliku psa ili voditi sukob sa štrigama i demonima u obliku muhe.
U svakom drugom pogledu, vodi sasvim normalan život i nikome ne otkriva svoj pravi identitet.

## Vanjske poveznice
- Krsnik Hrvatska enciklopedija
- Krsnik istrapedia.hr